# Dicranella macrospora
Dicranella macrospora là một loài rêu trong họ Dicranaceae. Loài này được Gangulee mô tả khoa học đầu tiên năm 1964.